# NK Rudar Dubrava Zabočka
NK Rudar Dubrava Zabočka je nogometni klub iz Dubrave Zabočke u Krapinsko-zagorskoj županiji.

## Povijest
Klub je osnovan 2. srpnja 1961. i trenutačno se natječe u 1. ŽNL Krapinsko-zagorskoj Najveći uspjesi kluba su :
- 1969. - osvajanje kupa Varaždinskog nogometnog podsaveza,
- 1970. - u nastavku natjecanja kupa utakmica protiv drugoligaša NK Karlovca 0:3,
- 1977. - odigrana kup utakmica protiv drugoligaša Varteksa iz Varaždina - napravljeno veliko iznenađenje pobjedom 2:0,
- 1989. - pobjednici kupa Hrvatskog zagorja,
- 1989. - u nastavku natjecanja kupa Hrvatske NK Jugokeramika - NK Rudar 4:1.